# Sekarmulya
Sekarmulya is een bestuurslaag in het regentschap Indramayu van de provincie West-Java, Indonesië. Sekarmulya telt 3436 inwoners (volkstelling 2010).